# Lijst van voormalige Belgische gemeenten
De lijst van voormalige Belgische gemeenten geeft alle gemeenten die zijn opgericht op het huidige Belgische grondgebied vanaf het einde van het ancien régime toen de heerlijkheden werden afgeschaft en die sindsdien hun zelfstandigheid verloren hebben. De gemeenten dateren dus van voor de Belgische onafhankelijkheid en werden in 1831 door de Grondwet gewoon behouden. Er waren toen 2739 gemeenten.
In 1839, bij de erkenning van de huidige grenzen van België, gingen er 124 gemeenten naar Nederland en 119 naar het latere Groothertogdom Luxemburg. Het aantal gemeenten viel daardoor terug tot 2508. Tot 1928 werden er enkele tientallen nieuwe gemeenten opgericht, waardoor het aantal terug steeg: 2528 in 1850, 2572 in 1875, 2617 in 1900 om een maximum van 2675 te bereiken in 1929. Daarbij zijn ook inbegrepen de gemeenten van de Oostkantons die na de Eerste Wereldoorlog bij België gevoegd werden.
Daarna werden er tot in 1963 enkele kleine gemeenten opgeheven: het aantal gemeenten bedroeg vanaf dat moment 2663. Na de eerste kleine gemeentelijke herindeling in 1964 bedroeg het aantal Belgische gemeenten 2586. Na de wat grotere herindeling van 1970 bleven er nog 2359 gemeenten over.
Op 1 januari 1977 werd de grootschalige fusieoperatie doorgevoerd waardoor er in eerste instantie nog 596 gemeenten en na de Antwerpse fusie van 1983 nog slechts 589 gemeenten zijn.

## Lijst
De namen van voormalige gemeenten zijn opgesplitst per provincie (met inbegrip van het Brussels Hoofdstedelijk Gewest, dat geen provincie is):
Lijst van voormalige gemeenten in:
- Antwerpen
- Vlaams-Brabant
- Limburg
- Oost-Vlaanderen
- West-Vlaanderen
- Brussels Hoofdstedelijk Gewest
- Waals-Brabant
- Henegouwen
- Luik
- Luxemburg
- Namen